# フリーク・アウト!
『フリーク・アウト!』 (Freak Out!) は、フランク・ザッパをリーダーとするマザーズ・オブ・インヴェンションのデビュー・アルバムである。1966年6月27日、ヴァーヴ / MGMよりリリースされた。ロック・ミュージックにおける最も初期のコンセプト・アルバムの1枚に数えられることが多いが、このアルバムの真のテーマは、アメリカのポップ・カルチャーに対するザッパの特異な見解にもとづいた皮肉である。また、このアルバムはロックの歴史上最も早い時期に制作された2枚組アルバムでもある。
アルバムをプロデュースしたのは、これまでにボブ・ディランやサイモン&ガーファンクルなどを手がけていたトム・ウィルソンである。マザーズはもともとソウル・ジャイアンツと名乗るバー・バンドだったが、ウィルソンが彼等とアルバム制作の契約を結んだのは、彼等をホワイトブルースのバンドだと思い込んでいたためである。メンバーは、ザッパ、レイ・コリンズ（Vo.）、ロイ・エストラーダ（B.）、ジミー・カール・ブラック（Dr.）、エリオット・イングバー（G）である。
バンドの最初のレパートリーは全てカヴァー曲であった。ザッパがバンドに加わった際に、バンド名を変えただけでなく、広範なオリジナルの楽曲を含めてバンドの音楽性の幅を広げていったのである。『フリーク・アウト!』の音楽的な内容はR&Bやドゥーワップ、スタンダードなブルース系ロックからオーケストラ・アレンジ、前衛的なサウンド・コラージュにまで及ぶ。当初アメリカ本国では注目を引かず、むしろヨーロッパで成功を収めた。やがてアメリカでもカルト的な人気を呼び、1970年代の初めに早くも生産中止となるまでに少なからず売れつづけた。
このアルバムはビートルズの『サージェント・ペパーズ・ロンリー・ハーツ・クラブ・バンド』にも影響を与えた。1999年のグラミー賞で殿堂入りし、2003年には『ローリング・ストーン』誌の「500 Greatest Albums of All Time」の第243位にも選出された。2006年には、発売40周年を記念して本作の制作時の様子を伝えるオーディオ・ドキュメンタリー "The MOFO Project/Object" がリリースされた。

## 歴史
1960年代の初頭にフランク・ザッパはレイ・コリンズと出会った。コリンズは大工として生計を立てており、毎週末にソウル・ジャイアンツというグループで歌っていた。コリンズと喧嘩したギタリストのレイ・ハントがバンドを辞めて後任を探していたため、ザッパが加わることとなる。ソウル・ジャイアンツのレパートリーは全てカヴァー曲であったが、ある夜のこと、ザッパはオリジナル曲を演奏するようにしてレコード契約を取り付ける努力をすべきであると提案した。メンバーの大半はその案に賛成したが、当時のリーダー兼サックス奏者のデイヴィ・コロナードは反対した。当時彼らが主な演奏活動の舞台としていたバーやクラブではおなじみのスタンダード・ナンバーの演奏しか求められておらず、オリジナル曲を演奏するようになると仕事が減ると考えたためであるが、他のメンバーがザッパの意見に与したためコロナードはバンドを去った。しかし自作曲を演奏するようになったバンドはどの店からも放り出され、コロナードが完全に正しかったことはすぐに証明されたとザッパは自伝で述べている。
ソウル・ジャイアンツは1964年5月10日（母の日）にマザーズと改名し、ザッパがバンドのリーダーとなった。このころから再び徐々にライヴ演奏の仕事も増えてゆき、1965年10月にはマネージメントの契約を結んだハーブ・コーエンの尽力でハリウッドのウィスキー・ア・ゴーゴーに定期的に出演する機会を得た。1966年1月、コーエンがMGMのプロデューサーだったトム・ウィルソンを連れて来ることに成功した。ウィルソンは高まりつつあったバンドの評判を耳にしてはいたが、演奏はワッツ暴動に触発された「トラブル・エヴリデイ」 ("Trouble Every Day") 1曲しか聴いたことがなかった。彼がコーエンと店内に足を踏み入れたとき、彼等は派手なブギを演奏していた。これは他のレパートリーとは全く異なった例外的にまともな曲で、彼は気に入って彼等を所謂ホワイト・ブルース・バンドだと思い込み、彼等に傘下のヴァーヴ・レコードとのアルバム契約と2,500ドルの前渡し金を提示した。彼等は同年3月1日に契約を結び、早速アルバムの準備に取り掛かった。
ザッパはソウル・ジャイアンツに加入する前の1960年代はじめに映画『ラン・ホーム・スロー』（1965年）のサウンドトラックの制作という仕事をしていた。当初の契約よりも低いギャラしか支払われなかったが、その金で機材やスタジオ「スタジオZ」を購入したザッパは、残りの未払い分を請求した。経済的に破綻していた映画のプロデューサーは、デッカ社のオーケストラ練習場を無料で使用する許可を与えた。デビュー前のバンドとしては最高のリハーサル会場を得たマザーズは、修練を重ねてファースト・アルバムの制作に備えた。

## 制作
アルバム用に最初に録音されたのは「エニイ・ウェイ・ザ・ウィンド・ブロウズ」 ("Any Way the Wind Blows") と「フー・アー・ザ・ブレイン・ポリス?」 ("Who Are the Brain Police?") の2曲であった。前者をうなずきながら聴いていたトム・ウィルソンは後者を聴くに及んで、マザーズが単なるブルース・バンドではないということに気づいた。『フランク・ザッパ自伝』（"The Real Frank Zappa Book" 、以下『自伝』）において、「ガラスの向こうで、電話に飛びつくウィルソンの姿が見えた。きっと、上司にこう弁解していたのだろう。『いえ、その、ホワイト・ブルース・バンドと断定するのはちょっと無理がありますけど……そんなようなものです』」とザッパは記している。1968年に "Hit Parader" 誌に寄せた記事の中でも、ウィルソンがこれらの曲を聴いたときの様子についてザッパは「強烈な印象を受けたあいつは電話に飛びつき、ニューヨークを呼び出した。結果として俺はこの化け物じみた作品を作るために多かれ少なかれ自由に予算を使うことができるようになった」と述べた。
『フリーク・アウト!』はいわゆるコンセプト・アルバムの最初期の例、もしくは元祖とみなすことのできる作品であり、ロック・ミュージックやアメリカン・カルチャーに対する嘲笑的なファルスである。『自伝』におけるザッパ自身の言葉によれば、「収録されたすべての曲が、なんらかのテーマをもっていた。ヒット・シングルのAB面に適当なフィラーを追加したアルバムとは大違いで、アルバム全体を一本の風刺的コンセプトが貫いていたし、そのなかで各曲がそれぞれの機能をもっていた」。「フィラー」 (filler) とは埋め合わせ曲のことで、当時のアルバムというものはザッパの言葉通り、数枚のシングル曲に抱き合わせの適当な曲を混ぜ合わせてLP1枚に仕立てたものでしかなく、アルバム全曲を通して1つの作品にするという発想は1966年当時の音楽業界には存在しなかった。のちにコンセプト・アルバムと呼ばれるこうした形態をとった最初の作品はビートルズの『サージェント・ペパーズ・ロンリー・ハーツ・クラブ・バンド』（1967年発売）とされることが多いが、『フリーク・アウト!』はこれに先駆けるものであった。（イギリスを初めとするヨーロッパでの当初のリリースは1枚に編集されたものだった為、ザッパのコンセプトは崩れていたとも言えるのだが）
アルバム全編のレコーディングは1966年3月9日から12日にかけて、カリフォルニア州ハリウッドのサンセット・ブールヴァードとハイランド・アヴェニューの交差点の近くにあるTTGスタジオにおいて行われた。「マザリー・ラヴ」 ("Motherly Love") や「アイ・エイント・ガット・ノー・ハート」 ("I Ain't Got No Heart") などいくつかの曲は『フリーク・アウト!』セッションに先立ってすでに録音されていた。1965年ごろに行われていたとされるこれら初期の録音は、2004年に発売されたザッパ没後のアルバム『ジョーのコサージュ』 ("Joe's Corsage") で初めて公式にリリースされた。「エニイ・ウェイ・ザ・ウィンド・ブロウズ」の初期ヴァージョンは1963年に録音され、同じくザッパの死後にリリースされたアルバム『ロスト・エピソード』 ("The Lost Episodes") に収録された。この曲はザッパが最初の妻ケイ・シャーマンとの離婚を考えたときに作曲された。『フリーク・アウト!』のライナーノーツにザッパは「もし俺が離婚していなかったら、このよくある馬鹿げた作品も録音されることはなかったろう」と書いている。
セッションが進むに連れ、トム・ウィルソンはますます自分の仕事に熱を入れるようになった。レコーディングが行われた週の半ば、ザッパはウィルソンに対して、金曜日の深夜から始まるレコーディング用に500ドル分のパーカッションを借り出してほしいこと、サンセット・ブールヴァードにたむろしているフリークス（変わり者たち）に何かやらせるため、彼らをまとめてスタジオに連れて来てほしいことなどを伝えた。ウィルソンは即座に同意した。このときに録音された素材は「ザ・リターン・オブ・ザ・サン・オブ・モンスター・マグネット」 ("The Return of the Son of Monster Magnet") に使用された。ザッパによれば、レーベルはザッパが作曲を完成させるのに必要な時間の猶予を認めなかったため、この作品は未完成の形でリリースされることとなった。
のちにザッパは、音源が録音されていたときにウィルソンがLSDを服用していたことを知った。「想像せずにはいられないね——コントロール・ルームのなかで、スピーカーから飛び出してくる奇怪なバカ騒ぎを聴きながら、ウィルソンがいったいなにを考えていたのか。おまけに彼は、エンジニアのアミ・ハダニ（彼は素面だった）に指示を出す立場にいたのだ」。『フリーク・アウト!』が編集されアルバムの形になった時点で、ウィルソンはMGMの経費として2万5000ないし3万ドルの制作費を使っていた。"Hit Parader" 誌の記事でザッパは「ウィルソンは首を切られる瀬戸際に追い詰められていた。このアルバムをプロデュースすることで、彼は自分の仕事を失いかけたのだ。MGMはこのアルバムのために金を使いすぎたと感じていた」と書いている。
レーベルは「ヘルプ、アイム・ア・ロック」 ("Help, I'm a Rock") の一部である「イット・キャント・ハプン・ヒア」 ("It Can't Happen Here") に含まれる歌詞から2ヵ所を削除するよう要求した。いずれもMGM経営陣によってドラッグへの言及であると解釈されたためである。しかし、「ザ・リターン・オブ・ザ・サン・オブ・モンスター・マグネット」の11分37秒付近で指をぶつけたザッパが「fuck」と叫んでいるのが録音された箇所（回転数処理によって聴き取りにくくはあるのだが）については、レーベルは異議を唱えず、それに気づくことさえなかった。MGMはさらに、「マザーズ」などという名前のグループによるレコードをDJが放送することはまず考えられないという理由で、バンドを改名するようザッパに申し渡した。
『フリーク・アウト!』はバンドの新しい名前「ザ・マザーズ・オブ・インヴェンション」名義でリリースされた。この名前はザッパ自身が選んだもので、MGMが最初に提案した名前は「The Mothers Auxiliary」であったが、これはレコーディングに参加した外部ミュージシャンたちの総称として用いられ、内ジャケットに記載された。アルバムの裏ジャケットには、ザッパが作った架空の人物スージー・クリームチーズ（アルバムの中にも登場する）からの「手紙」が掲載されているが、その内容はマザーズがいかに奇態な連中であるかを告発し、学校の先生から歌詞の内容を教わって以来マザーズの音楽を聴こうという同級生はいないと述べたものである。この文面はタイプライターで打たれた文書とよく似た書体で印刷されていたため、スージー・クリームチーズを実在の人物であると思い込み、コンサート会場で彼女に会えることを期待したファンも少なくなかった。そのため、「そんな素敵な女の子が実在するのだということをきっぱりと示すようなスージー・クリームチーズのレプリカを連れて行くのが一番いい」という決定がなされた。最初にスージー・クリームチーズの声を担当したジャンヌ・ヴァソワールとは連絡がつかなくなっていたため、パメラ・リー・ザルビカが新しくその役を務めることになった。
アルバムの初期プレス分には、1966年当時のカリフォルニアの名所を選び出してコメントを付した"Freak-Out Hot-Spots!" なる地図が含まれていた。この地図は再発分から封入されなくなったが、1993年「BEAT THE BOOTS! #2」のブックレットにモノクロで載録された。また、2001年に発売された紙ジャケットの日本版再発CD（VACK1203）にはこの地図を再現したミニチュアの複製が同封され、ザッパ・ファミリー・トラストによって2006年にリリースされた『MOFOプロジェクト/オブジェクト』（"The MOFO Project/Object" 、アルバムの制作風景を伝えるCD4枚組音声ドキュメンタリー）にも複製が封入された。

## 反応
『フリーク・アウト!』はビルボードのチャート第130位にランクインはしたものの、アメリカでの最初の発売当時は商業的にも批評的にも大きな成功を収めることはできなかった。リスナーの中には、このアルバムがドラッグの影響下に作られたものだと決めつけ、タイトルもLSDによる幻覚症状を表すスラングのことだと解釈した。ザッパは、ロサンゼルス・タイムズのピート・ジョンソンによる「所得税がこの世に現われて以来、このアルバムほど頭痛薬業界を喜ばせる物はなかったであろう」という辛口のアルバム批評を『自伝』に引用している。
しかしこのアルバムはアメリカにおいてカルト的な人気を獲得し、1972年頃に早くも生産が中止されるまでに少なからず売れ続けた。そのときMGM/ヴァーヴはドイツのポリドール・レコードに買収され、ザッパはすでにワーナー傘下に設立された自身のレーベル、ビザール・レコードとストレート・レコードに移籍していた。『フリーク・アウト!』は当初イギリスの多くのロック・グループに影響を与えたヨーロッパにおいて成功を収めた。またこのアルバムはビートルズの『サージェント・ペパーズ・ロンリー・ハーツ・クラブ・バンド』にも影響を与え、後年『ザ・シンプソンズ』の作者となるマット・グレイニングも即座にザッパ・ファンとなった。1999年にはグラミーの殿堂入りを果たし、2003年にはローリング・ストーン誌の500 Greatest Albums of All Timeの第243位にも選出された。また2006年の書籍『死ぬまでに聴いておきたいアルバム1001枚』 ("1001 Albums You Must Hear Before You Die") にも取りあげられた。このアルバムへの言及は、ヒップホップ・プロデューサーのマッドリブが別名義カジモトでリリースしたアルバム "The Further Adventures of Lord Quas" などに見られる。2006年にはアメリカのビール会社ラグニタス社がこのアルバムの名をつけたエールを発売し、ラベルにはこのアルバムのジャケットをあしらった。

## 収録曲
作詞・作曲はいずれもフランク・ザッパによる。

### A面
1. ハングリー・フリークス、ダディ ("Hungry Freaks, Daddy") - 3:32
2. アイ・エイント・ガット・ノー・ハート ("I Ain't Got No Heart") - 2:34
3. フー・アー・ザ・ブレイン・ポリス? ("Who Are the Brain Police?") - 3:25
4. ゴー・クライ・オン・サムバディ・エルスズ・ショウルダー ("Go Cry on Somebody Else's Shoulder") - 3:43
5. マザリー・ラヴ ("Motherly Love") - 2:50
6. ハウ・クッド・アイ・ビー・サッチ・ア・フール ("How Could I Be Such a Fool?") - 2:16

### B面
1. ウーウィー・ズーウィー ("Wowie Zowie") - 2:55
2. ユー・ディドゥント・トライ・トゥー・コール・ミー ("You Didn't Try to Call Me") - 3:21
3. エニイ・ウェイ・ザ・ウィンド・ブロウズ ("Any Way the Wind Blows") - 2:55
4. アイム・ノット・サティスファイド ("I'm Not Satisfied") - 2:41
5. ユー・アー・プロバブリィ・ワンダリング・ホワイ・アイム・ヒア ("You're Probably Wondering Why I'm Here") - 3:41

### C面
1. トラブル・エヴリィ・デイ ("Trouble Every Day") - 5:53
2. ヘルプ、アイム・ア・ロック ("Help, I'm a Rock") - 8:37
  1. ("Okay To Tap Dance")
  2. ("In Memoriam, Edgar Varese")
  3. イット・キャント・ハプン・ヒア ("It Can't Happen Here")

「ヘルプ、アイム・ア・ロック」はエルヴィス・プレスリーに捧げられている。また1985年の「THE OLD MASTERS BOX」と1995年の再発版CD以降、3部組曲から「ヘルプ、アイム・ア・ロック」(4:43)と「イット・キャント・ハプン・ヒア」(3:55)の2曲として表記されるようになった。

### D面
1. ザ・リターン・オブ・ザ・サン・オブ・モンスター・マグネット（未完成の2場のバレー） ("The Return of the Son of Monster Magnet" (Unfinished Ballet in Two Tableaux)) - 12:22
  1. チャイルド・キラーの儀式のダンス ("Ritual Dance of the Child-Killer")
  2. ニューリウス・プレテーイ（商品価値皆無） ("Nullis Pretii (No commercial potential)")

再発版以降、組曲のタイトルは削除された。また1985年の「THE OLD MASTERS BOX」では、曲名が「Cream Cheese」に変更されている。
　※モノラル盤とステレオ盤の2種が発売された

## 参加メンバー
- マザーズ・オブ・インヴェンション
  - フランク・ザッパ - ギター、ボーカル、ハーモニカ、指揮者、シンバル、タンブリン
  - レイ・コリンズ - ボーカル、ハーモニカ、音響効果、タンブリン、シンバル、フィンガー・シンバル
  - エリオット・イングバー - リード・ギター、リズム・ギター
  - ロイ・エストラーダ - ベース、ボーカル、ソプラノ・ボーカル、ギタロン
  - ジミー・カール・ブラック - ドラム、パーカッション、ボーカル
- The Mothers Auxiliary
  - ジーン・エステス - パーカッション
  - ユージン・ディ・ノヴィ - ピアノ
  - ニール・レヴァング- ギター
  - ジョン・ロテラ - クラリネット、サックス
  - カート・レハー - チェロ
  - レイモンド・ケリー - チェロ
  - ポール・バーグストロム - チェロ
  - エメット・サージェント - チェロ
  - ジョセフ・サクソン - チェロ
  - エドウィン・V・ビーチ - チェロ
  - アーサー・メーベ - フレンチホルン、チューバ
  - ジョージ・プライス - フレンチホルン
  - ジョン・ジョンソン - チューバ
  - キャロル・ケイ - 12弦ギター
  - ヴァージル・エヴァンス - トランペット
  - デヴィッド・ウェールズ - トロンボーン
  - ケネス・ワトソン - パーカッション
  - プラス・ジョンソン - サックス、フルート
  - ロイ・ケイトン - 筆写係
  - カール・フランゾーニ - 声
  - ヴィト - 声
  - キム・フォーリー - ハイポフォン　(ザッパ「ハイポフォンは彼の口なんだ」)[32]
  - ベンジャミン・バレット - 契約者
  - デヴィッド・アンダール
- その他
  - マック・レベナック - ピアノ
  - ポール・バターフィールド
  - ジェームズ・"モーターヘッド"・シャーウッド - ノイズ
  - レス・マッキャン - ピアノ
  - ジャンヌ・ヴァソワール - スージー・クリームチーズ役

### 製作
- プロデューサー - トム・ウィルソン
- エンジニアリング・ディレクター - ヴァル・ヴァレンティン
- エンジニア - アミ、トム、ヴァル・ヴァレンティン
- アシスタント - ユージン・ディ・ノヴィ、ニール・レヴァング、ヴィト、ケン・ワトソン
- ミュージカル・ディレクター - フランク・ザッパ
- オーケストレーション - フランク・ザッパ
- アレンジャー - フランク・ザッパ
- カヴァー・デザイン - ジャック・アネシュ
- ヘア・スタイリスト - レイ・コリンズ

## チャート
アルバム
- 1967年 - ビルボード・ポップ・アルバム…130位